# Ransol
Ransol (prononcé en catalan : /rənˈsɔɫ/, et localement : /ranˈsɔɫ/) est un village d'Andorre, situé dans la paroisse de Canillo, qui comptait 249 habitants en 2021.

## Géographie

### Localisation et accès
Le village de Ransol se trouve à une altitude de 1 745 m sur un replat ensoleillé au dessus de la rive droite de la Valira d'Orient au niveau du confluent entre cette dernière et le riu de la Coma qui descend de la vallée de Ransol au nord,. Un barrage a été construit à la réunion des deux cours d'eau et l'eau captée à ce niveau alimente le lac d'Engolasters par l'intermédiaire d'un système souterrain long de 11 km,. 
Au sud d'étalent les pistes de la station de sports d'hiver de Soldeu-El Tarter appartenant au domaine de Grandvalira.
Ransol est accessible par la route CS-260, embranchement de la route CG-2 naissant entre El Tarter et L'Aldosa de Canillo. Le village se situe ainsi à 5 km de Canillo et à 20 km du Pas de la Case. Le village d'Els Plans est situé à 500 m à l'ouest de Ransol et l'on y accède par la route route CS-261.

### Vallée de Ransol
La vallée de Ransol s'ouvre au nord du village et s'étend sur environ 5 km. Elle est cernée de hauts sommets qui marquent également la frontière franco-andorrane : pic de la Cabaneta (2 864 m), pic de Serrère (2 912 m), pic de la Coume de Seignac (2 856 m), pic de Mil-menut (2 779 m), pic de Ransol (2 734 m) et pic de la Coma de Varilles (2 760 m). Elle abrite également quelques lacs comme l'estany dels Meners de la Coma, l'estany Mort ou les estanys de Ransol. L'ensemble des lacs se draine dans la Valira d'Orient par l'intermédiaire du riu de la Coma qui collecte les eaux de la vallée. Elle constitue l'un des six espaces naturels protégés de l'Andorre (réserve de chasse depuis 2000,) et s'avère remarquable pour la diversité de sa flore et de sa faune. Ce site constitue une étape d'itinéraires de randonnée tels que la haute randonnée pyrénéenne ou encore le GRP  qui forme une boucle s'étendant sur environ 120 km à travers toute l'Andorre.

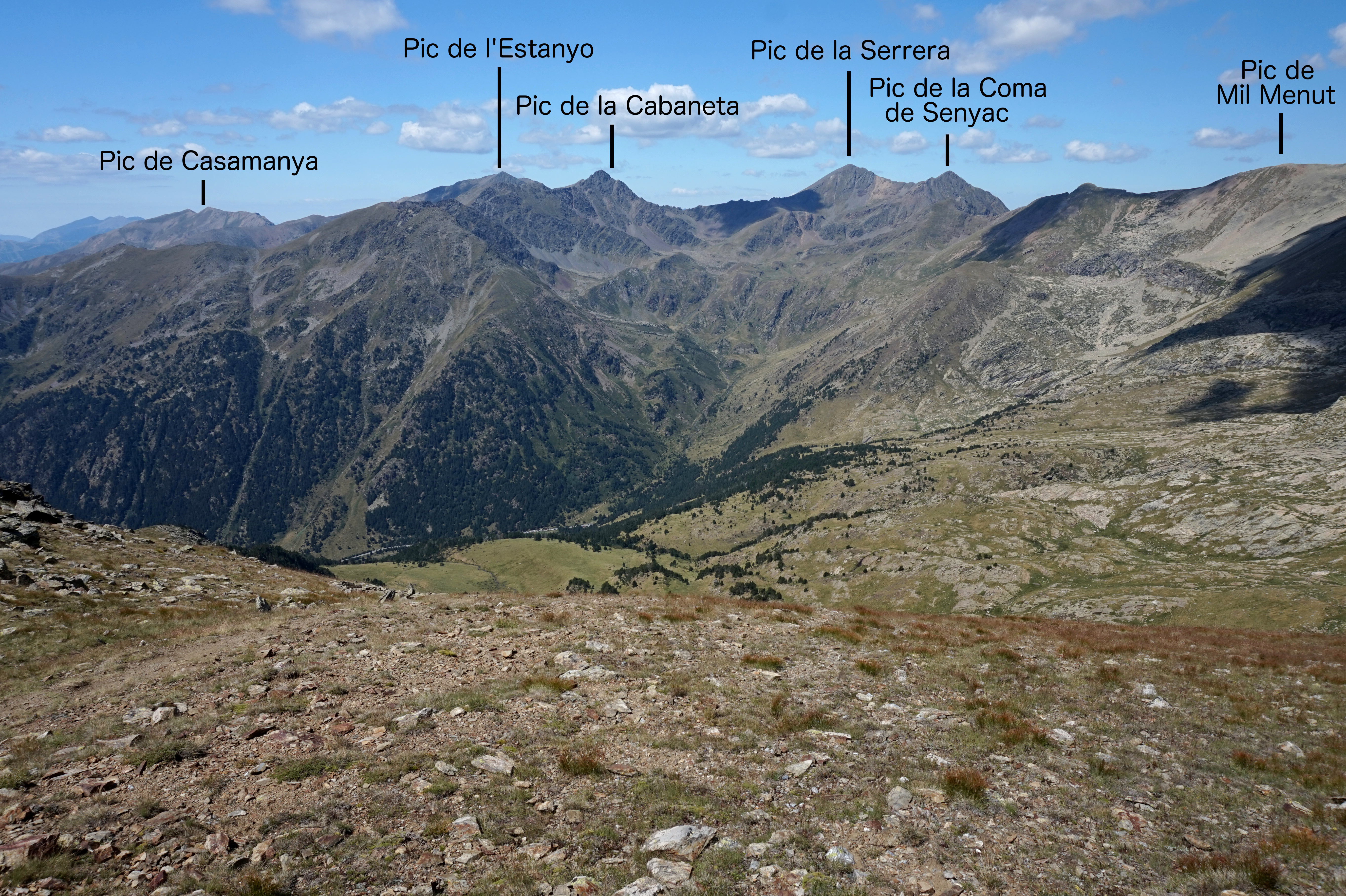
Vue d'ensemble de la vallée depuis la Serra de Cabana Sorda
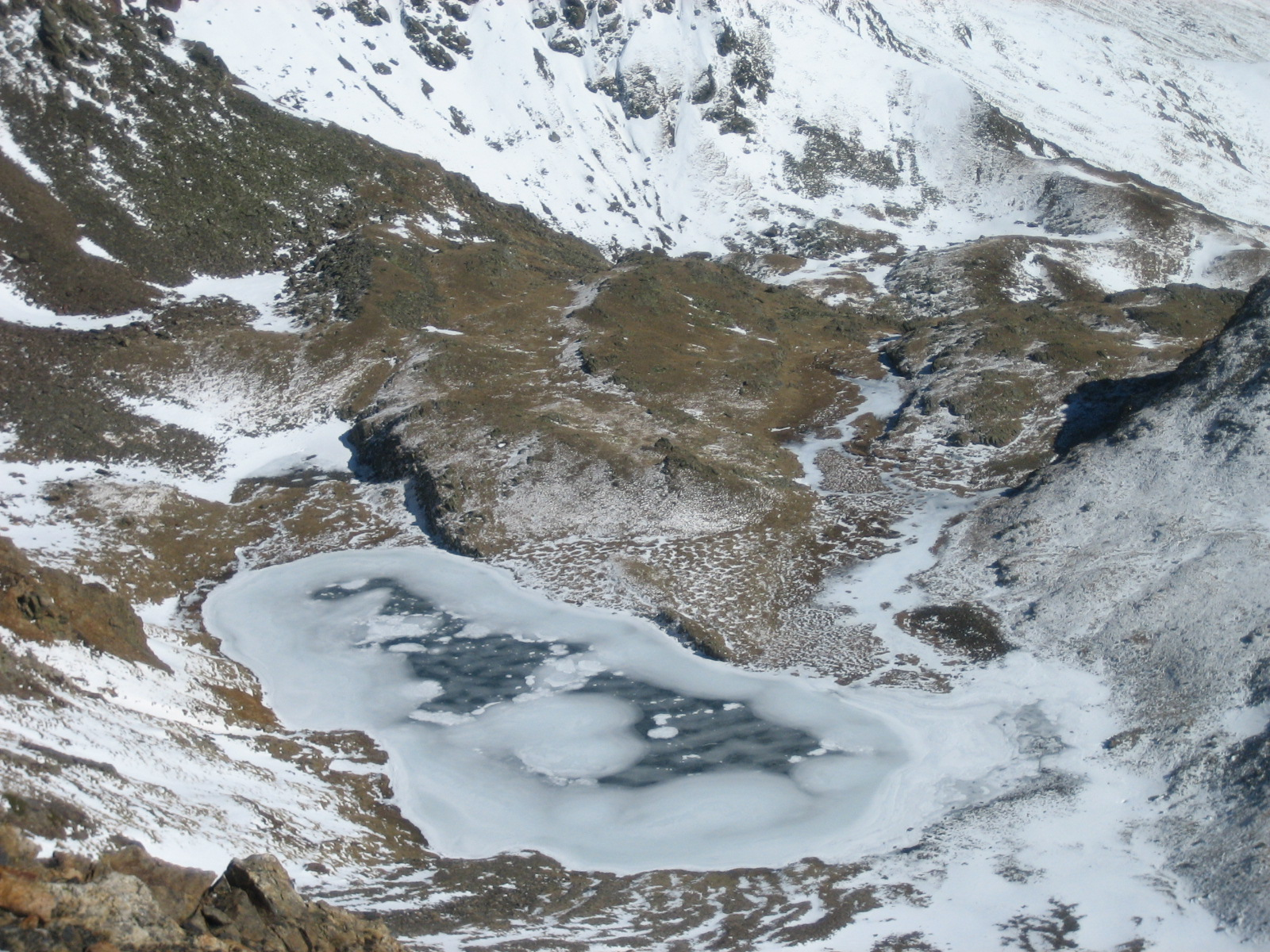
Estany dels Meners de la Coma
La vallée sur la carte des espaces protégés d'Andorre

### Climat
| Mois                              | jan. | fév. | mars | avril | mai  | juin  | jui. | août | sep. | oct. | nov. | déc. | année   |
| --------------------------------- | ---- | ---- | ---- | ----- | ---- | ----- | ---- | ---- | ---- | ---- | ---- | ---- | ------- |
| Température minimale moyenne (°C) | −5,1 | −5,3 | −3,2 | −1,3  | 2,2  | 5,8   | 8,1  | 8,1  | 5,4  | 2,3  | −1,5 | −4   | 0,9     |
| Température moyenne (°C)          | −0,4 | −0,1 | 2,5  | 3,9   | 7,6  | 11,8  | 15   | 14,7 | 11,4 | 7,5  | 3    | 0,8  | 6,5     |
| Température maximale moyenne (°C) | 4,5  | 5,5  | 8,3  | 9,3   | 13,2 | 17,8  | 22   | 21,9 | 18,1 | 13,2 | 8    | 5,5  | 12,3    |
| Précipitations (mm)               | 71,5 | 42,5 | 55,7 | 93,3  | 110  | 105,2 | 74   | 91,1 | 95,2 | 94,5 | 93   | 83,9 | 1 009,8 |

## Toponymie
Le toponyme Ransol serait d'origine pré-romane bascoïde. Le linguiste catalan Joan Coromines avance une construction à partir de la racine arans (« plante épineuse ») qui donne aujourd'hui le mot arantza (« épine ») en basque. Il rapproche en ce sens Ransol d'autres toponymes andorrans qu'il considère construits sur la même racine tels que Arinsal et Arans ou encore le village d'Aransís dans le Pallars. Il propose enfin que le suffixe -ol aurait une fonction diminutive, possiblement pour différencier Ransol du village proche d'Arans.
Xavier Planas Battle et ses co-auteurs ne remettent pas en cause l'origine bascoïde du toponyme mais objectent à l'hypothèse de Coromines l'absence de concordance entre la racine arans et la végétation des environs de Ransol. Ils proposent quant à eux une construction à partir de la racine arran (« vallée ») en se basant sur la situation du village à la sortie de la vallée de Ransol tout en soulignant la probable importance de cette dernière en tant que voie de communication avec l'Ariège. En ce sens le toponyme Ransol serait à rapprocher de celui d'Aran.
La forme ancienne Rensolt est attestée.

## Patrimoine

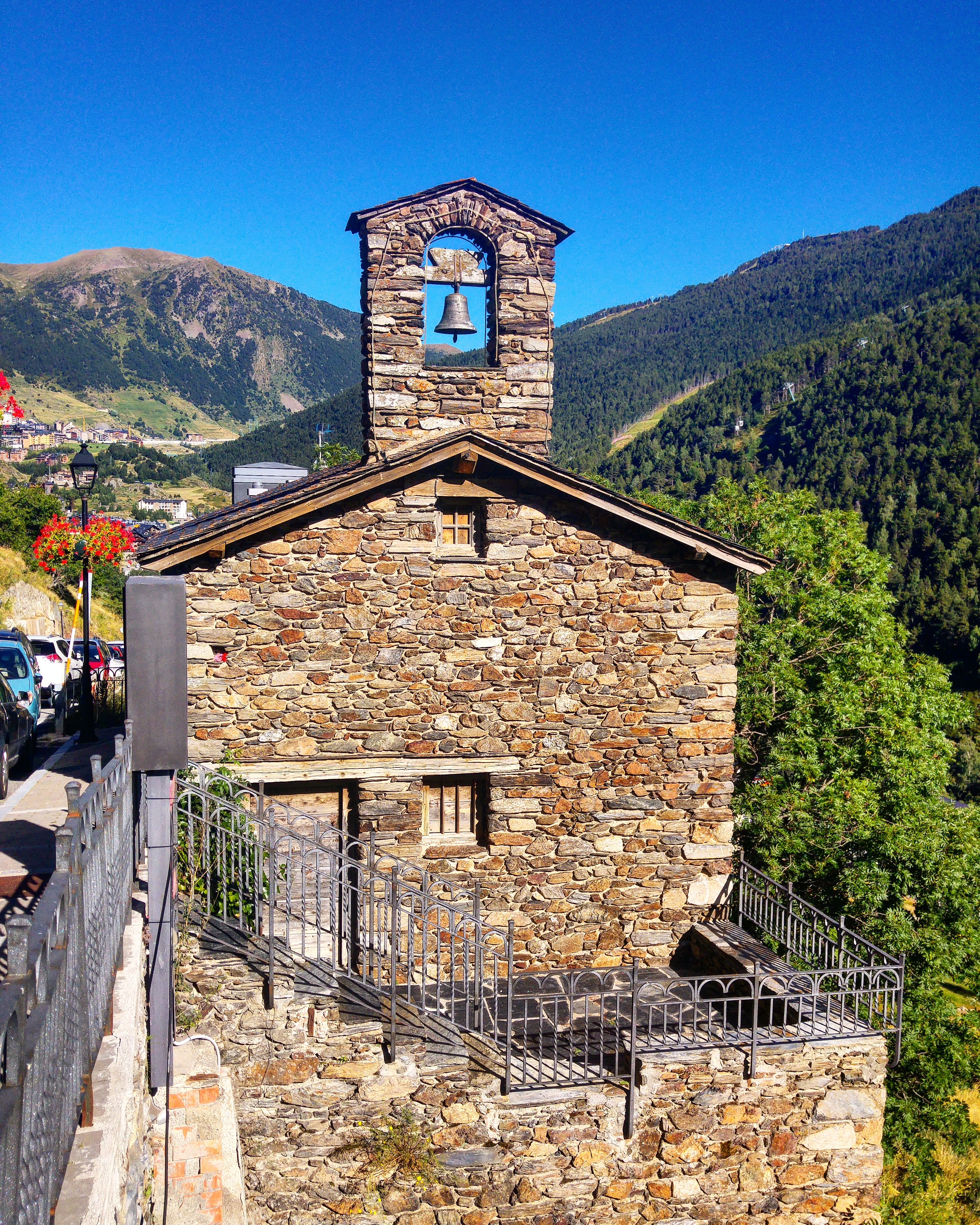
Sant Jaume de Ransol

- L'église Sant Jaume de Ransol d'origine pré-romane a été agrandie en 1827. En 1962, du fait de la construction d'une nouvelle route et d'une place, l'église est démontée, avant d'être remontée 40 mètres plus loin en 1963[14]. Ce projet s'est réalisé sous la direction de l'architecte catalan Cèsar Martinell. Sant Jaume de Ransol abrite une peinture murale dédiée à Saint Jacques et possède un clocher-mur.
- La vallée de Ransol est un espace naturel protégé de 2 300 ha remarquable pour la diversité de sa faune et de sa flore[8].

## Histoire
La vallée de Ransol a été un site d'extraction de minerai de fer du XVIIe siècle au XIXe siècle. La Collada dels Meners, située au fond de la vallée de Ransol, près du pic de Serrère, constituait alors le principal gisement. Le minerai était ensuite transporté à travers le parc naturel de Sorteny vers les forges de la paroisse d'Ordino (notamment celle d'El Serrat) mais également vers Canillo,,. Une forge ouverte en 1724 a néanmoins fonctionné à Ransol.

## Démographie
La population de Ransol était estimée à 20 habitants en 1875.

### Époque contemporaine
| 1984 | 1985 | 1986 | 1987 | 1988 | 1989 | 1990 | 1991 | 1992 |
| ---- | ---- | ---- | ---- | ---- | ---- | ---- | ---- | ---- |
| 46   | 47   | 51   | 50   | 48   | 44   | 47   | 59   | 65   |

| 1993 | 1994 | 1995 | 1996 | 1997 | 1998 | 1999 | 2000 | 2001 |
| ---- | ---- | ---- | ---- | ---- | ---- | ---- | ---- | ---- |
| 66   | 70   | 79   | 94   | 107  | 105  | 106  | 102  | 113  |

| 2002 | 2003 | 2004 | 2005 | 2006 | 2007 | 2008 | 2009 | 2010 |
| ---- | ---- | ---- | ---- | ---- | ---- | ---- | ---- | ---- |
| 121  | 126  | 146  | 159  | 188  | 191  | 194  | 216  | 240  |

| 2011 | 2012 | 2013 | 2014 | 2015 | 2016 | 2017 | 2018 | 2019 |
| ---- | ---- | ---- | ---- | ---- | ---- | ---- | ---- | ---- |
| 210  | 169  | 168  | 173  | 184  | 182  | 192  | 178  | 208  |

| 2020 | 2021 | - | - | - | - | - | - | - |
| ---- | ---- | - | - | - | - | - | - | - |
| 213  | 249  | - | - | - | - | - | - | - |